# Jiang Wan
 (septembre 2016).
Jiang Wan (? - 246) était un ministre chinois du royaume de Shu qui vécut lors de la fin de la dynastie Han et de la période des Trois Royaumes en Chine antique. Succédant à Zhuge Liang à la tête du gouvernement des Shu, il planifia diverses offensives militaires contre le royaume rival de Wei, sans pour autant obtenir des avancées significatives. De nature calme et raisonnable, il inspira le respect et l'admiration parmi l'élite de son royaume.

## Biographie
Devenu une personne de renom en bas âge, il accompagna Liu Bei lors de son arrivée dans les terres de Shu et fut promu à la tête du comté de Guangdu. Surpris complètement ivre par Liu Bei et négligeant ses fonctions, il perdit toutefois son poste. Néanmoins, Zhuge Liang fit l’éloge de son talent et Jiang Wan fut promu préfet du comté de Shenfang peu de temps après, puis devint gentilhomme du Secrétariat impérial lorsque Liu Bei se proclama roi de Hanzhong en l’an 219.
En l’an 223, Jiang Wan fut nommé administrateur de la section de l’Est. Il passa ensuite au poste de conseiller de l’armée et en l’an 227, il fut affecté aux affaires du bureau du Premier ministre avec Zhang Yi. En l’an 230, il succéda à Zhang Yi au titre de « général qui réconforte l’Armée » et s’assura de fournir adéquatement les campagnes militaires de Zhuge Liang en nourriture et en hommes. La loyauté et l’intégrité de Jiang Wan impressionna grandement Zhuge Liang, qui n’hésita pas à recommander à l’empereur Liu Shan que, s’il venait à mourir, les responsabilités du royaume lui soient confiées.
À la suite de la mort de Zhuge Liang et en ce sens, Jiang Wan accéda rapidement aux plus hautes instances de la sphère hiérarchique du royaume de Shu. Dans un premier temps, il fut nommé préfet des maîtres des écrits, inspecteur de la province de Yi et promu au rang de général protecteur de l’armée et se retrouva peu de temps après général en chef et marquis de Anyang. Malgré la déprime générale du peuple face au récent décès de Zhuge Liang, Jiang Wan demeura calme et continua d’exercer ses fonctions en étant imperturbable. En l’an 238, Liu Shan ordonna à Jiang Wan de positionner une armée à Hanzhong dans l’éventualité d’une invasion conjointe avec les Wu sur le royaume de Wei. L’année suivante, en l’an 239, Jiang Wan devint commandant en chef.
Par les années qui suivirent, il planifia diverses offensives, sans toutefois poser une véritable menace aux Wei.
Sa stratégie pour vaincre le royaume de Wei reposait sur son sentiment que les raisons des échecs antérieurs de Zhuge Liang étaient dus principalement aux difficultés que représentaient le déplacement des troupes en terrains difficiles et aux problèmes que cela posait en termes de transport du ravitaillement. Il arriva donc à la conclusion qu'une route d'invasion par l'est en passant par une rivière serait plus facile à entreprendre. Il fit donc construire des embarcations pour tenter une attaque sur les Wei par les rivières Han et Mian vers les villes de Weixing et Shangyong. Par coïncidence, en l'an 244, la maladie le frappa et il n'eut donc le temps de mettre en œuvre son plan. En fait, les officiers soutinrent qu'une telle route poserait problème en cas de retraite et que par conséquent, ce plan ne serait pas viable à long terme. La cour envoya même Fei Yi et Jiang Wei en tant que représentant afin qu'ils présentent leurs arguments.
Peu après ces événements, la santé de Jiang Wan se détériora grandement de sorte qu'il dut cesser de servir activement. Il décéda en l’an 246.

### Personnalité
Quelques anecdotes au sujet de Jiang Wan et qui sont tirées de sa biographie du Sanguo Zhi nous révèle certains traits de caractère de l'homme. L'une de ces anecdotes va comme suit :
Yang Xi était un homme qui traitait les gens avec peu de courtoisie et parfois, lors de conversations avec Jiang Wan, il ignorait ce dernier complètement. Quelqu'un essaya d'incriminer faussement Yang Xi et insista sur la rudesse de celui-ci à l'égard de Jiang Wan pour l'accuser de désobéissance à son supérieur. Jiang Wan répondit :
« Les natures de l'homme, tout comme son apparence, ont plusieurs variations. Nous devons être prudent face à ceux qui approuvent les choses en face de vous et qui les critiquent malicieusement dans votre dos. Il n'est jamais été dans l'intention de Yang Xi d'être en accord avec moi et s'il fut en désaccord, il craignit que montrer ouvertement sa désapprobation aurait grandement révélé ma faiblesse. Par conséquent, il choisit de se taire afin de démontrer son honnêteté et sa sincérité. »
Une autre anecdote témoignant des valeurs humaines de Jiang Wan est racontée dans le Sanguo Zhi :
Un jour, Yang Min qualifia Jiang Wan de médiocre, ignorant et inférieur en comparaison avec ses prédécesseurs. Quelqu'un rapporta ces paroles à Jiang Wan en espérant que celui-ci fasse enquête et punisse Yang Min. Jiang Wan, malgré tout, convint qu'il fut en effet incomparable avec les talents d'antan et donc, refusa d'enquêter plus loin sur ce sujet. L'homme poursuivit en affirmant que Yang Min n'avait aucune preuve que Jiang Wan était ce type de personne. Jiang Wan répondit tout de même que puisqu'il était incomparable aux saints, cela voulait dire que ce qu'il avait accompli était effectivement déraisonnable et qu'étant déraisonnable, il serait également un leader médiocre. Donc, Jiang Wan sentit qu'il n'y avait point besoin d'intenter un procès à Yang Min.
Quelques années plus tard, Yang Min fut emprisonné pour avoir commis un crime et tout le monde s'inquiéta de son sort. Néanmoins, Jiang Wan resta impartial et Yang Min fut déchargé d'une lourde sentence.
Tout cela prouve que Jiang Wan était un homme qui appréciait le bien et détestait le mal et qu'il était donc, par ce fait même, un homme raisonnable.

## Son personnage dans le roman
Dans le roman Histoire des Trois Royaumes écrit par Luo Guanzhong au XIVe siècle, Jiang Wan fait figure d'illustre lettré qui, dans un premier temps, sert Liu Bei à titre d'officier mineur et plus tard devient l'une des plus importantes personnalités du royaume de Shu.
D'abord introduit au chapitre 63 en tant que secrétaire de Zhuge Liang lors de son entrée dans la province de Yi, Jiang Wan demeure très peu présent dans l'intrigue. Il est néanmoins récompensé comme plusieurs autres lorsque Liu Bei assume la gouvernance de la province de Yi.
Au chapitre 87, Zhuge Liang part en expédition militaire contre les Nanman et nomme Jiang Wan son adjudant. Dans son rôle de conseiller, Jiang Wan met en garde Zhuge Liang des dangers auxquels s'exposent la configuration des campements érigés par Lu Kai en la comparant à celle qui était en place lors de la bataille de Yiling. Toutefois, les plans de Zhuge Liang firent en sorte qu'aucune embûche se produisit. Après la quatrième capture de Meng Huo, Jiang Wan propose à Zhuge Liang de se retirer, pensant que prolonger davantage cette campagne serait une erreur, mais ce dernier persiste et parvint à pacifier la région.
Plus tard, en l'an 227 (chapitre 91), Zhuge Liang fait une requête au trône afin de partir en expédition militaire contre le royaume de Wei. Dans cette requête, il vente l'intégrité et le dévouement de Jiang Wan, qu'il qualifie d' « inébranlable » et implore l'Empereur de lui faire entièrement confiance. Lorsque Zhuge Liang quitte Chengdu, Jiang Wan reste en tant que conseiller militaire.
Au chapitre 96, Jiang Wan est envoyé à Hanzhong, où Zhuge Liang s'apprête à faire exécuter le général Ma Su pour la perte de Jieting. Croyant fermement que ce geste serait uniquement bénéfique à l'ennemi, il implore Zhuge Liang de renoncer à l'exécution. Toutefois, ce dernier va tout de même de l'avant en affirmant que l'application des lois martiales doit être stricte afin de maintenir un contrôle vigoureux. Jiang Wan sera ensuite renvoyé à la capitale afin de livrer une requête de Zhuge Liang à l'Empereur dans laquelle il demande sa propre rétrogradation.
Lorsque Sun Quan se proclame empereur au chapitre 98, plusieurs courtisans suggèrent de rompre l'alliance avec ce dernier. Toutefois Jiang Wan demande que la question soit soumise à Zhuge Liang, ce qui est fait et qui résulte en un renouvellement de l'alliance en question, permettant le déploiement d'une troisième incursion militaire contre les Wei en l'an 229. Malgré le succès relatif de cette campagne, Zhuge Liang est rappelé à la capitale par l'Empereur à la suite de fausses rumeurs répandues à son sujet. Jiang Wan tente de dissuader l'Empereur de le rappeler, sans toutefois y parvenir, ce qui mettra fin à cette troisième incursion. À son arrivée, Zhuge Liang reproche sévèrement à Jiang Wan et Fei Yi d'avoir échoué à déceler la conspiration et du fait même, à raisonner l'Empereur.
Jiang Wan intervient également après l'échec de la quatrième invasion de Zhuge Liang contre les Wei où, à la fin du chapitre 101, il plaide en faveur de Li Yan et ainsi dissuade l'empereur Liu Shan de recourir à la peine capitale.
À partir du chapitre 104, l'intrigue du roman fait de Jiang Wan un personnage davantage en avant-plan alors qu'il est pressenti comme successeur dans les dernières volontés de Zhuge Liang. Ainsi, lors de la rébellion de Wei Yan, il prend position en faveur de Yang Yi devant l'Empereur et la Reine mère et rassure ces derniers quant aux dénouements de ce coup. Peu après, en réponse à la mobilisation de forces militaires près des frontières avec le royaume de Wu, Jiang Wan suggère de poster Wang Ping et Zhang Ni à Yong'an avec une force allant de trente à cinquante mille hommes et d'envoyer un émissaire chez les Wu. Une fois cette menace effacée, Liu Shan nomme Jiang Wan au poste de Premier ministre, régent-maréchal et directeur du Secrétariat, conformément aux dernières volontés de Zhuge Liang. Jiang Wan intervient peu après en faveur de Yang Yi lorsque l'Empereur songe à faire exécuter celui-ci.
Mis à part ces quelques récits, le roman mentionne très peu de détails au sujet de Jiang Wan dans ses fonctions de Premier ministre. Sa mort est brièvement mentionnée au chapitre 107, lorsque Fei Yi s'oppose à l'offensive de Jiang Wei contre le royaume de Wei.